# Mangosta de Gàmbia
La mangosta de Gàmbia (Mungos gambianus) és una espècie de mangosta del gènere Mungos àmpliament distribuïda per la majoria de sabanes del nord-oest d'Àfrica, des de Gàmbia fins a Nigèria.

## Descripció
La mangosta de Gàmbia té un pelatge generalment de color marró grisos. Tenen una ratlla fosca als costats del coll, que delimita el pelatge clar de la part inferior del musell i del mateix coll. Les potes són més fosques que la resta del cos. La cua és curta, lleugerament cònica, i amb un pelatge menys espès que la resta del cos. Tenen cinc dits amb urpes a cada pota, mancats de pel fins al canell i al taló. El rostre és curt i la seva dentadura només té dues dents molars a cada mandíbula. No hi ha un marcat dimorfisme sexual. Les femelles tenen sis mames.

## Ecologia
La mangosta de Gàmbia és un predador oportunista, que menja una àmplia varietat d'aliments. Tot i que són bàsicament insectívors, alimentant-se principalment d'escarabats i milpeus, també s'alimenten de petits rosegadors i rèptils, i, de vegades, d'ous.
La mangosta de Gàmbia és un animal diürn, gregari i terrestre. Viu en grups de 10 a 20 membres, tot i que es coneixen grups formats per més de 40 individus. Els grups estan formats per individus dels dos sexes, els quals cerquen aliments conjuntament. Les trobades entre membres de diferents membre són sovint sorolloses, amb moltes lluïts entre veïns. La mangosta de Gàmbia és molt vocal, comunicant-se amb diversos sons. Per reunir el grup mentre cerquen aliment, fan servir un so semblant als dels ocells, mentre que per advertir del perill fan servir un to més alt i fort.
La reproducció ocorre durant tot l'any, tot i que amb més freqüència a l'època de pluges. Totes les femelles d'un grup es reprodueixen aproximadament al mateix temps. Els grups poden reproduir-se fins a quatre vegades l'any, però per separat les femelles no es reprodueixen amb tanta freqüència. L'aparellament té lloc 1 o 2 setmanes després de donar a llum les cries. Sovint es reprodueixen amb membres d'un altre grup, encara que la majoria ho fan dins del grup. Mentre que la mare de cerca aliment, dos mascles munten guàrdia a l'entrada del cau.
Aquesta espècie de mangosta practica l'alletament comunitari, de manera que les cries mamen de qualsevol femella lactant. Els joves són deslletats aproximadament al mes d'edat, moment en què s'uneixen al grup a la recerca d'aliment.